# Comté de Shawnee
Le comté de Shawnee est l’un des 105 comtés de l’État du Kansas, aux États-Unis. Il a été fondé en 1855. Son siège, et plus grande ville, est Topeka, la capitale de l'État. Selon le recensement de 2010, la population du comté est de 177 934 habitants, ce qui en fait le troisième comté le plus peuplé du Kansas.  Le comté était l’un des 33 comtés originaux créés par la première législature territoriale en 1855, et il a été nommé d'après la tribu amérindienne des Shawnees.

## Géographie
Le comté a une superficie de 1 441 km², dont 1 424 km² est de terre. 

### Géolocalisation
| Comté de Pottawatomie | Comté de Jackson | Comté de Jefferson |
| Comté de Wabaunsee    | Comté de Shawnee |                    |
|                       | Comté d'Osage    | Comté de Douglas   |